# 내접 사각형

기하학에서 내접 사각형(內接四角形, 영어: cyclic quadrilateral)은 네 꼭짓점이 한 원 위의 점인 사각형이다. 즉, 이는 어떤 원에 내접하는 사각형이며, 다시 말해 이는 외접원을 갖는 사각형이다.

## 정의
(볼록) 사각형 {\displaystyle ABCD}의 네 꼭짓점 {\displaystyle A}, {\displaystyle B}, {\displaystyle C}, {\displaystyle D}가 공원점이라면, 이 사각형 {\displaystyle ABCD}를 내접 사각형이라고 한다. 모든 꼭짓점을 지나는 이 원을 사각형 {\displaystyle ABCD}의 외접원이라고 하고, 이 원의 중심을 사각형 {\displaystyle ABCD}의 외심이라고 한다.

## 성질

### 각
내접 사각형은 두 대각의 합이 180도인 사각형과 동치이다. 다시 말해, 내접 사각형의 외각은 내대각과 같으며, 반대로 외각이 내대각과 같은 사각형은 내접 사각형이다. 즉, 사각형 {\displaystyle ABCD}에 대하여, 다음 세 조건이 서로 동치이다.
- 사각형 {\displaystyle ABCD}는 내접 사각형이다.
- {\displaystyle A+C=180^{\circ }}
- {\displaystyle B+D=180^{\circ }}

증명:
만약 사각형 {\displaystyle ABCD}는 내접 사각형이라면, 꼭짓점 {\displaystyle A}와 {\displaystyle C}에서의 내각은 각각 {\displaystyle B}와 {\displaystyle D}를 끝점으로 하는 합이 외접원의 두 켤레호에 대한 원주각이므로 합은 180도이다. 만약 {\displaystyle A+C=180^{\circ }}라면, 또한 {\displaystyle A}와 {\displaystyle C}는 직선 {\displaystyle BD}의 서로 반대쪽에 위치하므로, {\displaystyle A}, {\displaystyle B}, {\displaystyle C}, {\displaystyle D}는 공원점이며, 사각형 {\displaystyle ABCD}는 내접 사각형이다.
사각형의 네 내각의 이등분선으로 이루어진 사각형은 내접 사각형이다.:35, §4.1
증명:
사각형 {\displaystyle ABCD}의 {\displaystyle A}와 {\displaystyle B}, {\displaystyle B}와 {\displaystyle C}, {\displaystyle C}와 {\displaystyle D}, {\displaystyle D}와 {\displaystyle A}에서의 내각의 이등분선이 각각 점 {\displaystyle P}, {\displaystyle Q}, {\displaystyle R}, {\displaystyle S}에서 만난다고 하자. 그렇다면
{\displaystyle P=180^{\circ }-{\frac {1}{2}}A-{\frac {1}{2}}B}
{\displaystyle R=180^{\circ }-{\frac {1}{2}}C-{\frac {1}{2}}D}
이므로
{\displaystyle P+R=360^{\circ }-{\frac {1}{2}}(A+B+C+D)=180^{\circ }}
이다.

### 대각선
프톨레마이오스 정리에 따르면, 내접 사각형은 두 대각선의 길이의 곱이 두 쌍의 대변의 길이의 곱의 합과 같은 사각형과 동치이다. 즉, 사각형 {\displaystyle ABCD}에 대하여, 다음 두 조건이 서로 동치이다.
- 사각형 {\displaystyle ABCD}는 내접 사각형이다.
- {\displaystyle AC\cdot BD=AB\cdot CD+AD\cdot BC}

### 넓이
브라마굽타 공식에 따르면, 내접 사각형의 네 변의 길이가 {\displaystyle a}, {\displaystyle b}, {\displaystyle c}, {\displaystyle d}라고 하고, 반둘레를 {\displaystyle s}라고 할 경우, 이 내접 사각형의 넓이는
{\displaystyle S={\sqrt {(s-a)(s-b)(s-c)(s-d)}}}
이다.:57, §3.2, Theorem 3.22 만약 {\displaystyle d=0}이라고 하면, 내접 사각형은 변의 길이가 {\displaystyle a}, {\displaystyle b}, {\displaystyle c}인 삼각형이 되고, 브라마굽타 공식은 헤론 공식
{\displaystyle S={\sqrt {s(s-a)(s-b)(s-c)}}}
가 된다.:57, §3.2

### 반중심
내접 사각형의 각 변의 중점에서 대변에 내린 수선은 한 점에서 만난다. 이 점을 내접 사각형의 반중심(反中心, 영어: anticenter)이라고 한다.:36, §4.2 내접 사각형의 반중심은 무게 중심에 대한 외심의 반사상이다.
증명:
내접 사각형 {\displaystyle ABCD}의 각 변 {\displaystyle AB}, {\displaystyle BC}, {\displaystyle CD}, {\displaystyle DA}의 중점을 {\displaystyle P}, {\displaystyle Q}, {\displaystyle R}, {\displaystyle S}라고 하고, 무게 중심 {\displaystyle G}에 대한 외심 {\displaystyle O}의 반사상을 {\displaystyle T}라고 하자. 그렇다면 {\displaystyle G}는 선분 {\displaystyle OT}와 {\displaystyle PR}의 공통 중점이므로, 삼각형 {\displaystyle PTG}와 {\displaystyle ROG}는 서로 {\displaystyle G}에 대한 반사상이며, 특히 {\displaystyle PT}와 {\displaystyle OR}는 평행한다. {\displaystyle OR}는 선분 {\displaystyle CD}의 수직 이등분선이므로, {\displaystyle PT} 역시 {\displaystyle CD}의 수선이다.
내접 사각형의 반중심은 두 대각선의 중점과 교점을 꼭짓점으로 하는 삼각형의 수심이다.:39, §4.2 특히 직교대각선 내접 사각형의 반중심은 두 대각선의 교점이다. 즉, 만약 내접 사각형의 두 대각선이 직교한다면, 두 대각선의 교점에서 사각형의 한 변에 내린 수선은 대변을 이등분한다. 이를 브라마굽타 정리라고 한다.
증명:
내접 사각형 {\displaystyle ABCD}의 대각선 {\displaystyle AC}, {\displaystyle BD}의 교점을 {\displaystyle P}라고 하고, 선분 {\displaystyle AC}의 중점을 {\displaystyle M}, {\displaystyle BD}의 중점을 {\displaystyle N}이라고 하자. 그렇다면 {\displaystyle G}는 선분 {\displaystyle MN}의 중점이다. 또한 이는 외심 {\displaystyle O}와 반중심 {\displaystyle T}를 잇는 선분 {\displaystyle OT}의 중점이므로, 삼각형 {\displaystyle MTG}와 {\displaystyle NOG}는 서로 {\displaystyle G}에 대한 반사상이며, 특히 {\displaystyle MT}와 {\displaystyle ON}은 평행한다. {\displaystyle ON}은 선분 {\displaystyle BD}의 수직 이등분선이며, 특히 이는 삼각형 {\displaystyle PMN}의 변 {\displaystyle PN}의 수선이다. 따라서 {\displaystyle MT} 역시 {\displaystyle PN}의 수선이다. 마찬가지로 {\displaystyle NT}는 {\displaystyle PM}의 수선이다. 즉, {\displaystyle T}는 삼각형 {\displaystyle PMN}의 수심이다.

## 같이 보기
- 외접원
- 방멱